# محوطه هوشیار چله ۳
محوطه هوشیار چله ۳ مربوط به دوره اشکانیان است و در شهرستان گیلانغرب، بخش مرکزی، دهستان چله، ۴۰۰ متری جنوب روستای هوشیارچله واقع شده و این اثر در تاریخ ۱۸ اسفند ۱۳۸۷ با شمارهٔ ثبت ۲۴۸۱۷ به‌عنوان یکی از آثار ملی ایران به ثبت رسیده است.